# Советский экран
«Сове́тский экра́н» — массовый иллюстрированный журнал, выходивший в СССР, а затем в России с разной периодичностью с 1925 по 1998 год (с перерывом в 1931—1939 и 1941—1957 годах). В журнале освещались отечественные и иностранные новинки киноэкрана, история кинематографа, печатались критические статьи, публиковались творческие портреты актёров и деятелей киноискусства. 
Ежегодно проводились опросы читателей журнала, по итогам которых назывались «Лучший фильм года», «Лучшая актриса года», «Лучший актёр года», «Лучший зарубежный фильм года».

## История
Первый номер журнала вышел 13 января 1925 года. Он издавался в качестве приложения к газете «Кино» сначала под названием «Экран кино-газеты», а с 24 марта 1925 года — «Советский экран». Вначале это была небольшая книжка в восемь страниц. Постепенно журнал увеличил формат, объём и стал выходить еженедельно. При первом ответственном редакторе Кирилле Шутко он достиг тиража в 35 тыс. экземпляров, а при Александре Курсе — 80 тыс. В конце 1929 года «Советский экран» был преобразован в «Кино и жизнь». В обращении к читателям говорилось, что «новый журнал появляется в момент обострения классовой борьбы в стране, грандиозного подъёма социалистической стройки и всё более и более растущего энтузиазма масс в борьбе за социализм». В начале 1931 года «Кино и жизнь» был объединён с журналом «Кино и культура» и до конца 1932 года выходил ежемесячно под названием «Пролетарское кино». С момента этого объединения ведёт свой отсчёт теоретический журнал «Искусство кино».
В 1939 году стал выходить иллюстрированный ежемесячный журнал «Советский киноэкран» (в 1940 году — двухнедельный, в 1941 году — ежемесячный), рассчитанный на работников киносети и массового зрителя. Он издавался до июля 1941 года.
С января 1957 года выпуск массового журнала по вопросам кино возобновился под старым названием — «Советский экран». Печатный орган Министерства культуры СССР был призван, по словам министра культуры Н. А. Михайлова, «помогать эстетическому воспитанию советского зрителя, содействовать правильному пониманию произведений искусства кино, уметь находить в них лучшее и, с другой стороны, замечать и критиковать недостатки той или иной кинокартины». Впоследствии орган Госкино СССР и Союза кинематографистов СССР. В журнале публиковались статьи об отечественных и иностранных новинках киноэкрана, об истории кинематографа, творческие портреты актёров и режиссёров и других деятелей киноискусства. В 1984 году его тираж составил 1,9 млн экземпляров, в 1987 году — 1,7 млн экз. Более 650 обложек журнала были оформлены фотографом Николаем Гнисюком.
С 1989 года журнал выходил не 24, а 18 раз в год, при этом каждый номер увеличился в объёме, прибавилась цветная вкладка. Общее число страниц за год осталось прежним. В январе 1991 года был переименован в «Экран», журнал Союза кинематографистов СССР и Госкино СССР. В конце 1991 года учредителями стали издательство «Правда» и коллектив редакции. В 1997—1998 годах при главном редакторе Борисе Пинском несколько месяцев выходил под своим старым названием — «Советский экран». Не выдержав экономического кризиса, прекратил своё существование.

## Главные редакторы журнала
- 1925 — Кирилл Шутко
- 1925—1926 — Александр Курс
- 1926—1928 — Николай Яковлев
- 1928 — Василий Руссо
- 1928—1929 — Вячеслав Успенский
- 1929—1930 — Яков Рудой
- 1939 — Яков Бинеман
- 1940—1941 — Иван Горелов
- 1956—1958 — Николай Кастелин
- 1958—1961 — Елизавета Смирнова
- 1961—1975 — Дмитрий Писаревский
- 1975—1978 — Анатолий Голубев
- 1978—1986 — Даль Орлов
- 1986—1990 — Юрий Рыбаков
- 1990—1993 — Виктор Дёмин
- 1993—1998 — Борис Пинский